# 駐聖克里斯多福及尼維斯外交機構列表

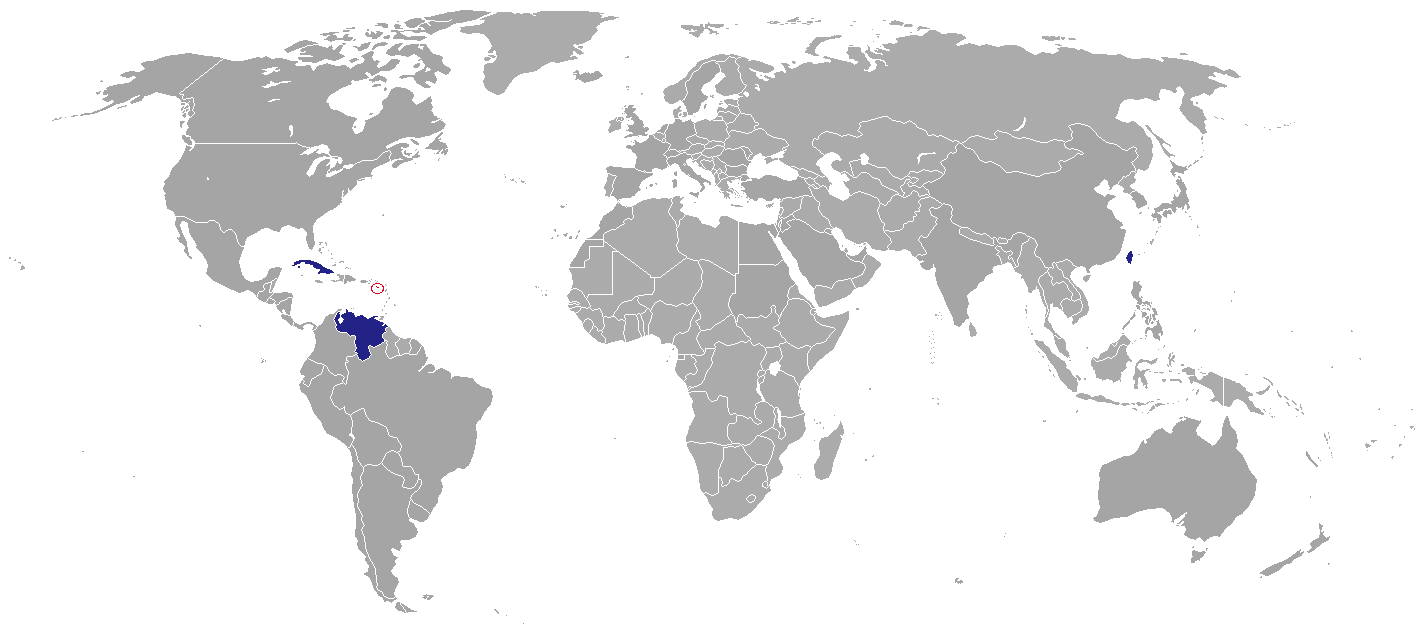
在聖克里斯多福及尼維斯常設外交機構的國家一覽
聖克里斯多福及尼維斯
在聖克里斯多福及尼維斯常設外交機構的國家

駐聖克里斯多福及尼維斯外交機構列表列出了各國駐在聖克里斯多福及尼維斯的外交代表機構，包含大使館、領事館、高級專員公署及代表處等。目前，該國首都巴斯特尔共駐有3個大使館。其餘國家亦有在該地設立名譽領事館以提供其國民緊急服務。

## 駐於巴斯特尔的大使館
- 中華民國（臺灣）大使館
- 古巴
- 委內瑞拉

## 非常駐大使館/高級專員公署
- （西班牙港）
- 奥地利（波哥大）
- 比利时（京斯敦）
- 加拿大（布里奇顿）
- 哥伦比亚（西班牙港）
- 芬兰（卡拉卡斯）
- 法國（卡斯特里）
- 德国（西班牙港）
- 希腊（卡拉卡斯）
- （西班牙港）
- 印度尼西亞（波哥大）
- 冰島（纽约）
- 以色列（聖多明哥）
- 義大利（聖多明哥）
- 日本（西班牙港）
- 科索沃（巴拿馬城）
- 墨西哥（卡斯特里）
- 荷蘭（西班牙港）
- 俄羅斯（京斯敦）
- （聖多明哥）
- 西班牙（京斯敦）
- 瑞典（斯德哥尔摩）
- 瑞士（聖多明哥）
- 土耳其（聖多明哥）
- 英国（布里奇顿）
- 美国（布里奇顿）